# Râul Valea Joaderului
Râul Valea Joaderului este un curs de apă, afluent al râului Ghimbășel. 

## Hărți
- Harta Județului Brașov
- Harta Munților Postăvaru  Arhivat în 3 august 2008, la Wayback Machine.